# Wolfgang A. Wall
Wolfgang A. Wall (* 1964) ist ein österreichischer Bauingenieur und Hochschullehrer.

## Leben
Der in der Nähe von Salzburg geborene Wall studierte Bauingenieurwesen in Innsbruck und promovierte an der Universität Stuttgart. Er war Gründungsdirektor der Munich School of Engineering und Mitbegründer der Firma AdCo EngineeringGW. Derzeit ist er Rektor des Internationalen Zentrums für mechanische Wissenschaften (CISM) in Udine (Italien) und Mitglied der Österreichischen Akademie der Wissenschaften sowie der Bayerischen Akademie der Wissenschaften. Wolfgang A. Wall ist ordentlicher Professor und Gründungsdirektor des Instituts für Computational Mechanics an der Technischen Universität München. 